# Али, Шафкат
Тимоти (Тим) Ходжсон (англ. Timothy (Tim) Hodgson; Пустой шаблон {{ВД-Преамбула}} ) — канадский политик, член Либеральной партии, председатель Совета государственного казначейства (с 2025).

## Биография
28 апреля 2025 года состоялись парламентские выборы, по итогам которых Шафкат Али победил в округе Брамптон — Чинкузи-Парк (с 2021 года являлся депутатом от округа Брамптон-Центр).
Не получив должности парламентского секретаря, активно участвовал в объединениях депутатов. В 2024 году в составе группы канадских парламентариев посетил Западный берег реки Иордан и выразил озабоченность по поводу проявлений насилия со стороны израильских поселенцев в отношении арабского населения.
13 мая 2025 года премьер-министр Марк Карни произвёл по итогам выборов масштабные перестановки в Кабинете, в числе прочих мер назначив Шафката Али председателем Совета государственного казначейства.